# Norman Nolan
Pour les articles homonymes, voir Nolan.
Norman Nolan, né le 20 janvier 1976 à Baltimore, est un joueur américain de basket-ball évoluant au poste d'ailier fort.

## Carrière
- 1994-1998 :  Virginia Cavaliers (NCAA I)
- 1998-1999 :  Rockford Lightning (CBA)
- 1999-2000 :  Fila Biella (Serie A2)
- 2000-2001 :  De Vizia Avellino  (LegA)
- 2001-2002 :  PAOK Salonique (ESAKE)
- 2002-2003 :  Forum Valladolid (Liga ACB)

puis  Maroussi Athènes (ESAKE)
- 2003-2004 :  EuroRoseto (LegA)
- 2004-2005 :  Casti Group Varese (LegA)
- 2005-2006 :  Alta Gestion Fuenlabrada (Liga ACB)

puis  Changwon LG Sakers (KBL)
- 2006-2007 :  Siviglia Wear Teramo (LegA)

puis  Legea Scafati  (LegA)
- 2007-2008 :  Chorale Roanne Basket (Pro A)

puis  Al Moutahed Tripoli (1re division)
- 2008-2009 :  Al Qadsia
- 2009 :  Club sportif La Sagesse
- 2009 : Olimpico de La Banda
- 2010 : La Banda
- 2010 :  Gaiteros del Zulia
 Titanes
- 2011 :  Atletico Argentino Junin
- 2011 :  Al Qadsia
- 2011-2013 :  Al Jahraa